# Амкино
Амкино (Amkino Corporation), советско-американское акционерное общество. Учреждено в ноябре 1926 года. Штаб-квартира «Амкино» располагалась в Нью-Йорке по адресу 7-я авеню, 723. Занималось дистрибуцией советской кинопродукции в США с 1926 по 1940 год, в 1940 по 1970-е годы — «Арткино».

## История

### Амкино
После окончания Гражданской войны советские киностудии предприняли первые попытки продажи своих фильмов за рубеж. Но если европейский кинорынок был более-менее открыт для фильмов из СССР, то с дистрибуцией в США были сложности. Это было обусловлено как закрытостью американского кинорынка (так в 1923 году в Америку было привезено для продажи 425 картин европейской продукции, но реализовано из них всего 6 названий), так и отсутствием официальных торговых отношений между СССР и США, так как последние не признавали Советский Союз.
С 1924 года экспорт советских кинофильмов оказался в ведении акционерного общества «Совкино». Несмотря на то, что «Совкино» достигло определенных успехов по продаже фильмов СССР за рубеж, с американским кинопрокатом дела обстояли все еще сложно. Например, провалом закончилась попытка продать в США фильм «Броненосец „Потёмкин“». В итоге было принято решение учредить в США собственную дистрибьюторскую компанию, которая получила название «Амкино» и стала подразделением «Амторга».
Среди задач «Амкино» были прокат советских фильмов в США, закупка американских фильмов для СССР, изучение достижений киноиндустрии США, налаживание связей с голливудскими киностудиями, представительство интересов советских кинодеятелей. Впоследствии деятельность «Амкино» охватила Северную, Центральную и Южную Америки.
За время своей деятельности «Амкино» организовало дистрибуцию более 160 советских фильмов среди которых «Броненосец „Потемкин“», «Октябрь», «Мать», «Путёвка в жизнь», «Чапаев», «Весёлые ребята», «Ленин в Октябре», «Александр Невский».
После принятия в 1938 году конгрессом США билля Маккормика, и последовавшему за этим усиления антикоммунистической пропаганды, советско-американские акционерные общества попали под политическое давление. В декабре 1939 года в США было возбуждено уголовное дело против членов совета директоров «Bookniga Inc.» и, по мнению НКИД СССР, следующим могло стать «Амкино».
В феврале 1940 года «Амкино» объявило о своей ликвидации ссылаясь на то, что за последнее время у компании сильно упали доходы.

### Арткино
Однако, в том же 1940 году бывший руководитель «Амкино» Николя Наполи создал компанию-дистрибьютор «Арткино» («Artkino») которая продолжила поставку советских фильмов на экраны США.
Во время Второй мировой войны, когда СССР был союзником США, импортируемые фирмой фильмы были приняты даже гораздо большим числом кинотеатров, чем в 1930-е годы. 
Компания также участвовала в процессе кинопроизводства, в частности, в 1943 году организовав поставку кадров военной кинохроники снятой советскими фронтовыми кинооператорами для включения в фильм «Три русские девушки».
После войны, с началом «маккартизма» и «холодной войны» работа осложнилась, компания была зарегистрирована в Государственном департаменте США в соответствии с Законом о регистрации иностранных агентов (FARA) в качестве агента правительства США и Советского правительства, но, тем не менее, продолжала работу.
После 1953 года — смерти Сталина и сопутствующих изменений в советской киноиндустрии, хотя и возросло число фильмов характеризуемых как «неполитические» и возобновился более широкий рынок советской кинопродукции, но «Арткино» оказалось в условиях растущей конкуренции с другими иностранными кинопрокатчиками советских фильмов в США, тем не менее сохранила свои позиции, а после смерти Наполи, продолжала работать при новом руководителе, и лишь в связи с его уходом на пенсию фирма была в 1970-х присоединена к дистрибьютору «International Film Exchange».

## Факты
В 1932 году «Амкино» в системе иностранного кинопроката в США заняло третье место.